# Río Buchupureo
El río Buchupureo es un curso natural de agua en la Región del Ñuble que nace en las estribaciones occidentales de la cordillera de la Costa y desemboca en el Océano Pacífico.
A veces es llamado Careo, Buchuporeo: 91  o Huechupureo.: 99 

## Trayecto
Luis Risopatrón lo describe como de corto curso y caudal, que después de fertilizar el hermoso valle de su nombre ubicado entre dos cordones de cerros de regular altura, desemboca en la rada homónima al norte de la punta de Los Maquis donde forma una pequeña laguna.: 99 
En el mapa del fichero de la izquierda aparecen como afluentes los esteros Talcamávida y el estero Careo. La longitud del Buchupureo alcanza a los 19,2 km y su área de drenaje es de 96 km².: 46 

## Caudal y régimen
No existe en la cuenca una estación fluviométrica. Pero se han hecho estimaciones del caudal máximo en períodos de 2, 10 y 50 años a partir de datos obtenidos en cuencas cercanas:
| 2 años    | 10 años   | 50 años    |
| 47,6 m³/s | 83,6 m³/s | 115,3 m³/s |

Estas estimaciones, repetimos, no son el caudal promedio sino el máximo esperable en un lapso de varios años.

## Historia
Francisco Solano Asta-Buruaga y Cienfuegos escribió en 1899 en su obra póstuma Diccionario Geográfico de la República de Chile sobre la población:
Buchupureo.-—Puerto de pequeña concha y moderado abrigo, especialmente por el sur, situado en el departamento de Itata en los 36° 06' Lat. y 72° 46' Lon. Dista 35 kilómetros al O. de su capital Quirihue y otros tantos al S. del puerto de Curanipe. Sus contornos por el oriente están poblados de bosques, que abundan en maderas; por ese lado entra en su bahía un pequeño riachuelo, que baja del E. por un angosto valle; y en sus inmediaciones existen mantos de carbón de piedra. Su puerto fué habilitado para el comercio de cabotaje en 19 de octubre de 1863, y al año siguiente en 10 de dicho mes, se fundó su pueblo con la denominación de Nuestra Señora del Tránsito de Buchupureo, aunque antes este sitio era conocido con los nombres de Guachapure y Huechupureo. Se le trazó un plano de ocho manzanas de 109 metros por lado, divididas por calle de 16 metros de ancho, destinándose la del centro para una plaza. Contiene aún pocas casas, oficinas de aduana y de correo, dos escuelas gratuitas, bodegas, &c., y una población de más de 200 habitantes permanentes.